# Stamenko Novaković
Stamenko Novaković, bosansko-hercegovski general, * 8. november 1958.